# プラクリティ
プラクリティ（サンスクリット प्रकृति, prakṛti）とは、サーンキヤ学派のたてる物質原理のこと。
アルファベットではprakrti、prakriti、prakrutiなどと表記されていることがある。和訳では「プラクリティ」や「プラクルティ」などカタカナ表記が一般的ではあるが、あえて漢字表記する場合は根本原質と訳される。

## 概説
サーンキヤ学派は、純粋な精神原理のプルシャと物質原理のプラクリティのふたつを実在するものと考えており、その片方にあたるものである。
サーンキヤ学派では、プルシャはあらゆる物質性を排した存在である、とされる。それに対してプラクリティというただひとつの物質原理によりこの世界の物質的なものが生じた、とする。
存在論的に述べると、プラクリティは現象世界の根源的物質であり、現象的存在（個々の物）は全てプラクリティの変化によって生じたもの、とする。そのため、pradhāna プラダーナ（= 第一原因）とも呼ばれる。
解脱論的に述べると、サーンキヤ学派はプラクリティは身体のあらゆる物質的要素を指すものとして用いられている。同学派は、解脱とはプルシャがプラクリティ（全ての身体的要素）とは別の存在であることを認識すること、とした。